# Bitoma pinicola
Bitoma pinicola is een keversoort uit de familie somberkevers (Zopheridae). De wetenschappelijke naam van de soort werd in 1907 gepubliceerd door Schaeffer.